# Foot Ball Club Liberty 1921-1922
Questa voce raccoglie le informazioni riguardanti il Foot-Ball Club Liberty nelle competizioni ufficiali della stagione 1921-1922.

## Rosa[1]
| N. |                   | Ruolo | Calciatore        |
| -- | ----------------- | ----- | ----------------- |
|    | Italia (bandiera) | P     | Florindo Cervini  |
|    | Italia (bandiera) | P     | Piccardo          |
|    | Italia (bandiera) | D     | Antonio Lella     |
|    | Italia (bandiera) | D     | Lorenzo Curatolo  |
|    | Italia (bandiera) | D     | Vito Minunno      |
|    | Italia (bandiera) | D     | Onofrio Terrevoli |
|    | Italia (bandiera) | D     | Tosi              |
|    | Italia (bandiera) | C     | Gaetano De Marzo  |

| N. |                   | Ruolo | Calciatore          |
| -- | ----------------- | ----- | ------------------- |
|    | Italia (bandiera) | C     | Gallina             |
|    | Italia (bandiera) | A     | Lorenzo Mastroserio |
|    | Italia (bandiera) | A     | Luigi Perilli       |
|    | Italia (bandiera) | A     | Andrea Simontacchi  |
|    | Italia (bandiera) | ?     | Capobianchi         |
|    | Italia (bandiera) | ?     | De Luzio            |
|    | Italia (bandiera) | ?     | Maino               |
|    | Italia (bandiera) | ?     | Zito (capitano)     |

## Statistiche

### Statistiche di squadra
| Competizione    | Punti | In casa | In casa | In casa | In casa | In casa | In casa | In trasferta | In trasferta | In trasferta | In trasferta | In trasferta | In trasferta | Totale | Totale | Totale | Totale | Totale | Totale | DR |
| Competizione    | Punti | G       | V       | N       | P       | Gf      | Gs      | G            | V            | N            | P            | Gf           | Gs           | G      | V      | N      | P      | Gf     | Gs     | DR |
| --------------- | ----- | ------- | ------- | ------- | ------- | ------- | ------- | ------------ | ------------ | ------------ | ------------ | ------------ | ------------ | ------ | ------ | ------ | ------ | ------ | ------ | -- |
| Prima Divisione | 6     | 3       | 2       | 1       | 0       | 11      | 1       | 3            | 0            | 1            | 2            | 2            | 7            | 6      | 2      | 2      | 2      | 13     | 8      | +5 |

#### Statistiche dei giocatori[1]
| Giocatore      | Prima Divisione | Prima Divisione |
| Giocatore      | Presenze        | Reti            |
| -------------- | --------------- | --------------- |
| Capobianchi    | 6               | 3               |
| F. Cervini     | 5               | -5              |
| L. Curatolo    | 3               | 0               |
| De Luzio       | 1               | 0               |
| G. De Marzo    | 6               | 0               |
| Gallina        | ?               | 2               |
| A. Lella       | 3               | 0               |
| Maino          | 6               | 0               |
| Mastroserio    | 6               | 4               |
| V. Minunno     | 0               | -               |
| L. Perilli     | 6               | 0               |
| Piccardo       | 1               | -3              |
| A. Simontacchi | 6               | 1               |
| Terrevoli      | 5               | 2               |
| Tosi           | 6               | 0               |
| Zito           | 6               | 0               |